# Albert Flórián (labdarúgó, 1967)
Albert Flórián (Budapest, 1967. december 12. –) válogatott magyar labdarúgó, középpályás, edző. Szülei id. Albert Flórián aranylabdás válogatott labdarúgó és Bársony Irén színésznő.

## Pályafutása

### A válogatottban
1993 és 1996 között hat alkalommal szerepelt a válogatottban.

## Sikerei, díjai

### Klubbal
- Ferencvárosi TC
  - Magyar bajnok (3): 1992, 1995, 1996
  - Magyar bajnoki ezüstérmes (3): 1989, 1991, 1998
  - Magyar bajnoki bronzérmes (3): 1990, 1993, 1997
  - Magyarkupa-győztes (4): 1991, 1993, 1994, 1995
  - Magyarkupa-döntős (2): 1989, 1990
  - Magyar szuperkupa-győztes (3): 1993, 1994, 1995
  - Magyar szuperkupa-döntős (1): 1992
  - Bajnokok ligája-csoportkör (1): 1995-1996

### Egyéni
- Zöld Sasok vándordíjas: 1991–92
- az FTC örökös bajnoka

### Edzőként
Ferencváros (női csapat)
- Magyar bajnokság (2): 2023–24, 2024–25

## Statisztika

### Mérkőzései a válogatottban
| Magyarország | Magyarország        | Magyarország                     | Magyarország | Magyarország | Magyarország | Magyarország | Magyarország | Magyarország |
| #            | Dátum               | Helyszín                         | Hazai        | Eredmény     | Vendég       | Kiírás       | Gólok        | Esemény      |
| ------------ | ------------------- | -------------------------------- | ------------ | ------------ | ------------ | ------------ | ------------ | ------------ |
| 1.           | 1993. április 15.   | Budapest, Népstadion             | Magyarország | 0 – 2        | Svédország   | barátságos   | -            | 69'          |
| 2.           | 1993. szeptember 8. | Budapest, Üllői úti Stadion      | Magyarország | 1 – 3        | Oroszország  | vb-selejtező | -            | 65'          |
| 3.           | 1994. április 6.    | Szombathely, Rohonci úti stadion | Magyarország | 0 – 1        | Szlovénia    | barátságos   | -            | 45'          |
| 4.           | 1994. június 1.     | Eindhoven, Philips Stadion       | Hollandia    | 7 – 1        | Magyarország | barátságos   | -            | 45'          |
| 5.           | 1994. június 8.     | Brüsszel, Heysel Stadion         | Belgium      | 3 – 1        | Magyarország | barátságos   | -            | 45'          |
| 6.           | 1996. április 24.   | Budapest, Népstadion             | Magyarország | 0 – 2        | Ausztria     | barátságos   | -            | 66'          |
|              | Összesen            |                                  |              | 6            | mérkőzés     |              | 0            | gól          |